# أشلي مونرو
أشلي مونرو (بالإنجليزية: Ashley Monroe)‏ هي مغنية ومغنية مؤلفة أمريكية، ولدت في 10 سبتمبر 1986 في نوكسفيل في الولايات المتحدة.

## وصلات خارجية
- الموقع الرسمي
- أشلي مونرو على موقع IMDb (الإنجليزية)
- أشلي مونرو على موقع ميوزك برينز (الإنجليزية)
- أشلي مونرو على موقع رولينغ ستون (الإنجليزية)
- أشلي مونرو على موقع أول ميوزيك (الإنجليزية)
- أشلي مونرو على موقع ديسكوغز (الإنجليزية)